# Socha svaté Máří Magdalény (Frýdlant)
Socha svaté Máří Magdalény je umělecké dílo instalované na severu České republiky, ve Frýdlantském výběžku. Nachází se jižně od obce Větrov, což je součást města Frýdlant, na úbočí vrchu Špičáku. Pískovcovou skulptura zhotovil neznámý autor během první třetiny 19. století. Z uměleckého hlediska je dílo řazeno k nejkvalitnějším pracím svého druhu ve zdejším regionu. Na přelomu 20. a 21. století prošla socha rekonstrukcí provedenou Vanesou Trostovou. Od 3. října 2008 je umělecké dílo chráněno coby kulturní památka České republiky.

## Popis
Postava svaté Marie Magdaleny je vysochána ve stojící podobě v takzvaném kontrapostu. Pravým bokem se opírá o vymodelované skalisko, na němž leží otevřená kniha spolu s důtkami, křížem a lebkou. Postava je oděna do dlouhého splývajícího šatu, na němž je patrné množství záhybů, a okolo levého boku má drapérii. Na soše není hlava ani zakončení rukou (dlaní). Celé dílo je usazeno na barokní kvadratický sokl, jeho základna je tvořena dvěma nízkými stupni. Na jeho čelní straně se nachází rozměrný plastický reliéf zachycující scénu, kdy Marie Magdaléna omývá Ježíši Kristu nohy. Celá základna je zakončena hlavicí ozdobenou profilovanou římsou a na čelní straně navíc volutami a maskaronem.